# Нівецьке
Ніве́цьке — село в Україні, у Поліській селищній територіальній громаді Вишгородського району Київської області. Населення за станом на 2001 рік становило 26 осіб, за станом на 2012 рік — 16 осіб.
1900 року у селі було 5 дворів та мешкало 28 мешканців. 1981 року мешкало бл.140 мешканців.
Зараз село проходить процес перейменування, йому планується присвоїти назву Ні́вицьке.
19 липня 2020 року, в результаті адміністративно-територіальної реформи та ліквідації Поліського району, село увійшло до складу новоутвореного Вишгородського району. 
З лютого по квітень 2022 року село було окуповане російськими військами внаслідок вторгнення 2022 року. 